# 古群山群島
古群山群島（コグンサンぐんとう、朝鮮語: 고군산군도）は、大韓民国全北特別自治道群山市から南西に約50km離れた黄海上に位置する群島。63の島々で形成され、行政区は同市の沃島面に属す。そのうち16島が有人島である。

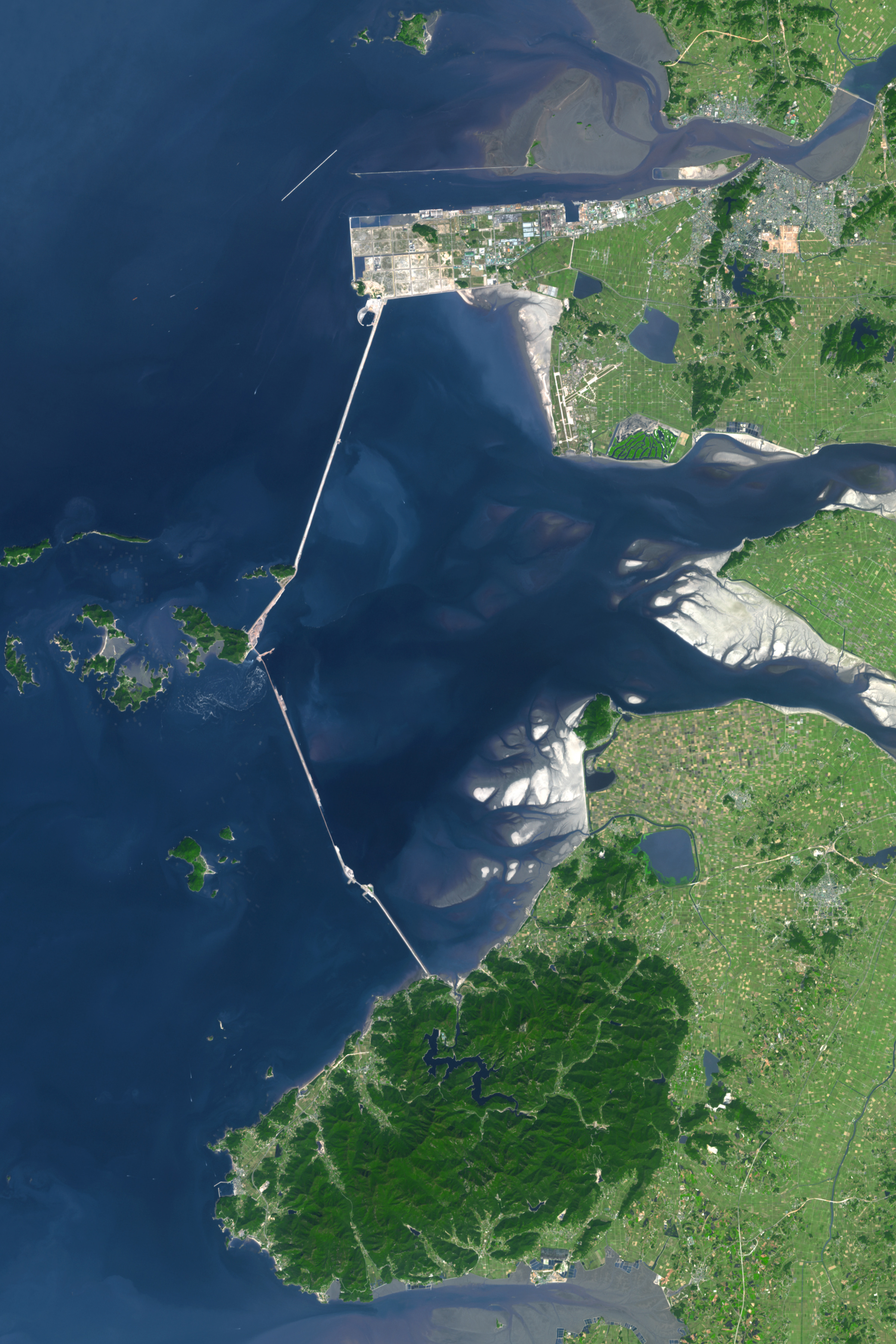
図中央左側の島々が古群島群島。中央がセマングム防潮堤。右上が群山市街。

高麗時代には群山鎮と呼ばれていたが、朝鮮時代の世宗の際に、鎮が本土に移されたので、昔の群山という意味から「古群山」と呼ばれるようになった。セマングム防潮堤の通る新侍島（シンシド / 신시도）の月影山（ウォリョンサン）や大角山（テガクサン）の頂上からは古群山群島の全景が眺望できる。仙遊島（ソニュド / 선유도）、巫女島（ムニョド / 무녀도）、壮子島（チャンジャド / 장자도）など、一部の島が橋梁により繋がっている。近い将来、新侍島にも橋が掛かる予定。